# Andamanen-Weißzahnspitzmaus
Die Andamanen-Weißzahnspitzmaus oder Andamanen-Spitzmaus (Crocidura andamanensis) ist eine seltene, wenig erforschte Spitzmausart aus der Gattung der Weißzahnspitzmäuse (Crocidura). Sie ist auf South Andaman Island in den Andamanen endemisch und galt zwischen 1901 und 1997 als verschollen.

## Merkmale
Die Kopf-Rumpf-Länge von zwei gemessenen Exemplaren beträgt 75,9 und 114 mm, die Schwanzlänge 69,3 und 86 mm und die Hinterfußlänge 24,3 und 26 mm. Über das Gewicht liegen keine spezifischen Daten vor. Das Rückenfell der Andamanen-Weißzahnspitzmaus ist grau mit einer braunen Verwaschung. Einige Haare sind etwas abgeflacht aber nicht verbreitert. Die Fellhaare der Rückenmitte sind 6,5 bis 8 mm lang. Das Bauchfell ist grau mit einer weniger deutlichen braunen Verwaschung. Der dunkelbraune Schwanz weist Borstenhaare auf 55 bis 75 Prozent seiner Länge auf.

## Verbreitung
Die Terra typica des Holotypus befindet sich an der MacPherson Strait auf South Andaman Island. Ein weiteres Exemplar wurde am Mount Harriet gesammelt. Die bekannte Gesamtfläche des Verbreitungsgebietes beträgt 51 km².

## Lebensraum und Lebensweise
Die Andamanen-Weißzahnspitzmaus ist eine nachtaktive Art. Sie bewohnt das Laubstreu sowie Felsspalten tropischer, feuchter Laubwälder und immergrüner Wälder in Höhenlagen von 100 bis 383 m. Über ihr Nahrungs- und Fortpflanzungsverhalten ist nichts bekannt. Zu den möglichen Fressfreinden zählen Schlangen, die Andamanen-Zwergohreule (Otus balli) sowie die Andamanen-Unterart des Larvenrollers (Paguma larvata tyttleri).

## Bedrohung und Schutz
Die Andamanen-Weißzahnspitzmaus war lange Zeit nur vom William Louis Abbott (1860–1936) im Januar 1901 gesammelten Holotypus bekannt, bis Indraneil Das im August 1997 ein weiteres Exemplar im selben Waldgästehaus im Mount-Harriet-Nationalpark fangen konnte, in dem er auch ein Exemplar der Jenkins-Weißzahnspitzmaus (Crocidura jenkinsi) entdeckt hatte. Das Tier kletterte mit großer Behändigkeit und rannte auf einer Fensterbrüstung innerhalb eines Raums zwei Meter über dem Fußboden. Die IUCN klassifiziert die Art in die Kategorie „vom Aussterben bedroht“ (critically endangered). Als Hauptgefährdung gilt Lebensraumverlust aufgrund von selektivem Holzeinschlag und allgemeinen anthropogenen Aktivitäten. Der Lebensraum an der MacPherson Strait wurde vermutlich beim Tsunami-Ereignis vom Dezember 2004 zerstört.